# Marin County
Marin County är ett county i den västra delen av delstaten Kalifornien i USA. År 2010 hade Marin County 252 409 invånare. Den administrativa huvudorten (county seat) är San Rafael. Marin County grundades år 1850. 
Muir Woods nationalmonument ligger i countyt. 

## Geografi
Enligt United States Census Bureau så har countyt en total area på 2 145 km². 1 346 km² av den arean är land och 799 km² är vatten.

### Angränsande countyn
- Sonoma County, Kalifornien - nord, nordost
- Contra Costa County, Kalifornien - sydost
- San Francisco County, Kalifornien - syd